# Istanbul Cup 2019 - Doppio
Liang Chen e Zhang Shuai erano le detentrici del titolo, ma hanno deciso di non partecipare a questa edizione del torneo.
In finale Tímea Babos e Kristina Mladenovic hanno sconfitto Alexa Guarachi e Sabrina Santamaria con il punteggio di 6-1, 6-0.

## Teste di serie
1. Tímea Babos /  Kristina Mladenovic (campionesse)
2. Kirsten Flipkens /  Johanna Larsson (primo turno)

1. Irina Maria Bara /  Mihaela Buzărnescu (primo turno)
2. Veronika Kudermetova /  Galina Voskoboeva (primo turno)

## Wildcard
1. Çağla Büyükakçay /  Pemra Özgen (primo turno)

1. Melis Sezer /  İpek Soylu (primo turno)

## Tabellone

### Legenda
| - Q = Qualificato - WC = Wild card - LL = Lucky loser | - ALT = Alternate - SE = Special Exempt - PR = Protected Ranking | - w/o = Walkover - r = Ritirato - d = Squalificato |

|  | Primo turno             | Primo turno                | Primo turno                | Primo turno | Primo turno |  |  | Quarti di finale         | Quarti di finale         | Quarti di finale         | Quarti di finale         | Quarti di finale        |   |   | Semifinali         | Semifinali           | Semifinali           | Semifinali              | Semifinali              |   |   | Finale | Finale | Finale | Finale | Finale |  |
|  |                         |                            |                            |             |             |  |  |                          |                          |                          |                          |                         |   |   |                    |                      |                      |                         |                         |   |   |        |        |        |        |        |  |
|  | 1                       | T Babos K Mladenovic       | T Babos K Mladenovic       | 6           | 6           |  |  |                          |                          |                          |                          |                         |   |   |                    |                      |                      |                         |                         |   |   |        |        |        |        |        |  |
|  | WC                      | Ç Büyükakçay P Özgen       | Ç Büyükakçay P Özgen       | 2           | 4           |  |  | 1                        | T Babos K Mladenovic     | 6                        | 6                        | [10]                    |   |   |                    |                      |                      |                         |                         |   |   |        |        |        |        |        |  |
|  | A Mitu A Panova         | A Mitu A Panova            | A Mitu A Panova            | 6           | 6           |  |  |                          | A Mitu A Panova          | 7                        | 3                        | [6]                     |   |   |                    |                      |                      |                         |                         |   |   |        |        |        |        |        |  |
|  | P Thombare E Wacanno    | P Thombare E Wacanno       | P Thombare E Wacanno       | 2           | 2           |  |  |                          |                          |                          |                          |                         |   |   | 1                  | T Babos K Mladenovic | T Babos K Mladenovic | 6                       | 6                       |   |   |        |        |        |        |        |  |
|  | 3                       | I Bara M Buzărnescu        | 6                          | 4           | [7]         |  |  |                          |                          |                          | C Lister R Voráčová      | C Lister R Voráčová     | 2 | 2 |                    |                      |                      |                         |                         |   |   |        |        |        |        |        |  |
|  |                         | C Lister R Voráčová        | 3                          | 6           | [10]        |  |  | C Lister R Voráčová      | C Lister R Voráčová      | C Lister R Voráčová      | 6                        | 6                       |   |   |                    |                      |                      |                         |                         |   |   |        |        |        |        |        |  |
|  | A Danilina Y Sizikova   | A Danilina Y Sizikova      | 5                          | 6           | [8]         |  |  | M Gasparjan M Sakkarī    | M Gasparjan M Sakkarī    | M Gasparjan M Sakkarī    | 1                        | 4                       |   |   |                    |                      |                      |                         |                         |   |   |        |        |        |        |        |  |
|  | M Gasparjan M Sakkarī   | M Gasparjan M Sakkarī      | 7                          | 3           | [10]        |  |  |                          |                          |                          |                          |                         |   |   | 1                  | T Babos K Mladenovic | T Babos K Mladenovic | 6                       | 6                       |   |   |        |        |        |        |        |  |
|  | WC                      | M Sezer İ Soylu            | 65                         | 6           | [9]         |  |  |                          |                          |                          |                          |                         |   |   |                    |                      |                      | A Guarachi S Santamaria | A Guarachi S Santamaria | 1 | 0 |        |        |        |        |        |  |
|  |                         | M Adamczak J Moore         | 7                          | 2           | [11]        |  |  | M Adamczak J Moore       | M Adamczak J Moore       | M Adamczak J Moore       | M Adamczak J Moore       | w/o                     |   |   |                    |                      |                      |                         |                         |   |   |        |        |        |        |        |  |
|  |                         | B Strýcová M Vondroušová   | B Strýcová M Vondroušová   | 6           | 6           |  |  | B Strýcová M Vondroušová | B Strýcová M Vondroušová | B Strýcová M Vondroušová | B Strýcová M Vondroušová |                         |   |   |                    |                      |                      |                         |                         |   |   |        |        |        |        |        |  |
|  | 4                       | V Kudermetova G Voskoboeva | V Kudermetova G Voskoboeva | 3           | 1           |  |  |                          |                          |                          |                          |                         |   |   | M Adamczak J Moore | M Adamczak J Moore   | M Adamczak J Moore   | 3                       | 4                       |   |   |        |        |        |        |        |  |
|  | D Krawczyk G Olmos      | D Krawczyk G Olmos         | 5                          | 7           | [10]        |  |  |                          |                          | A Guarachi S Santamaria  | A Guarachi S Santamaria  | A Guarachi S Santamaria | 6 | 6 |                    |                      |                      |                         |                         |   |   |        |        |        |        |        |  |
|  | A Guarachi S Santamaria | A Guarachi S Santamaria    | 7                          | 62          | [12]        |  |  | A Guarachi S Santamaria  | A Guarachi S Santamaria  | 4                        | 6                        | [10]                    |   |   |                    |                      |                      |                         |                         |   |   |        |        |        |        |        |  |
|  |                         | X Knoll F Stollár          | X Knoll F Stollár          | 6           | 7           |  |  | X Knoll F Stollár        | X Knoll F Stollár        | 6                        | 4                        | [4]                     |   |   |                    |                      |                      |                         |                         |   |   |        |        |        |        |        |  |
|  | 2                       | K Flipkens J Larsson       | K Flipkens J Larsson       | 2           | 5           |  |  |                          |                          |                          |                          |                         |   |   |                    |                      |                      |                         |                         |   |   |        |        |        |        |        |  |